# Gastrophora henricaria
Gastrophora henricaria är en fjärilsart som beskrevs av Achille Guenée 1858. Gastrophora henricaria ingår i släktet Gastrophora och familjen mätare. Inga underarter finns listade i Catalogue of Life.

## Bildgalleri

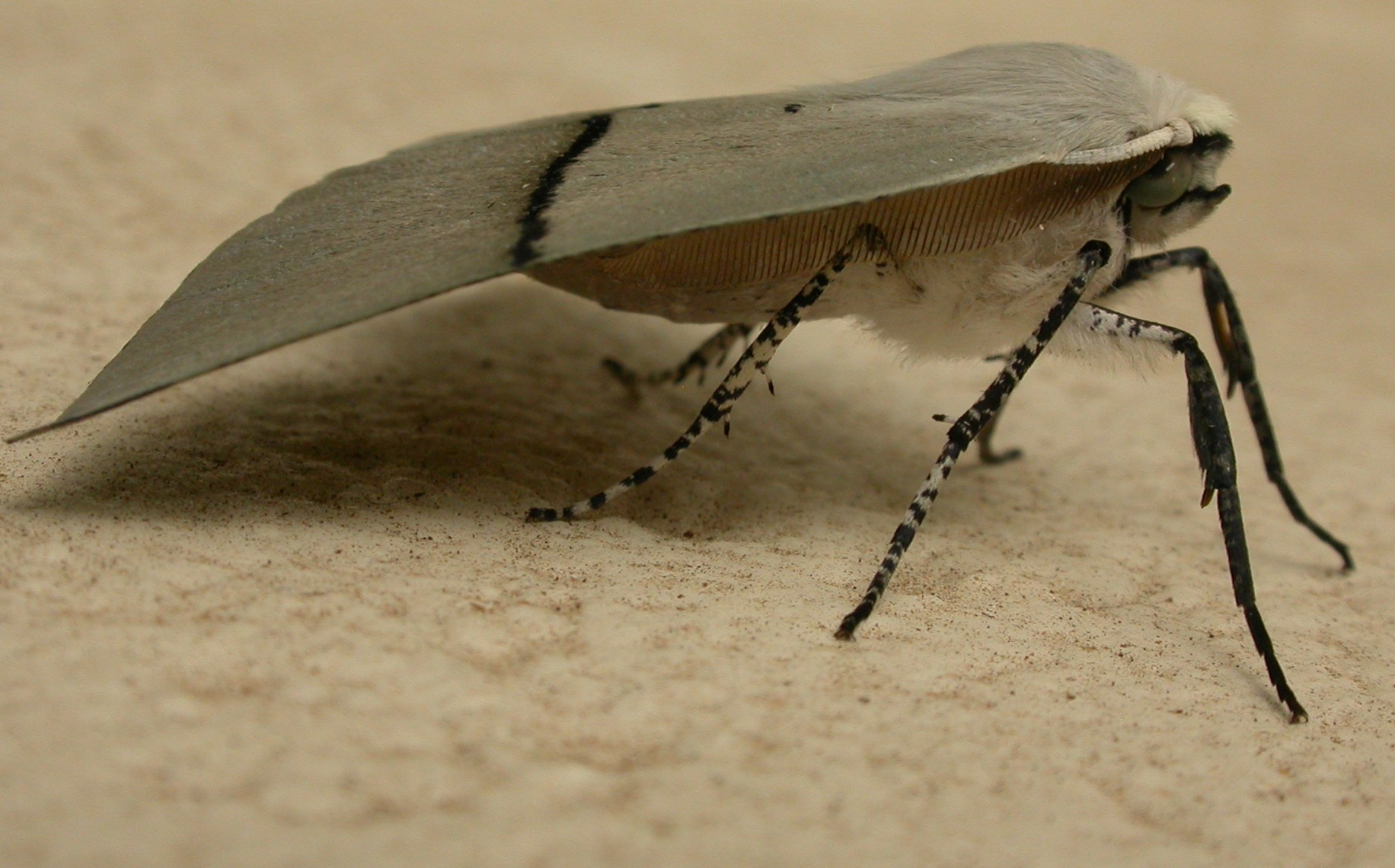